# Опіканець (фільм)
«Опіка́нець» (фр. Pupille) — французько-бельгійський драматичний фільм 2018 року, поставлений режисеркою Жанною Еррі за власним сценарієм. Стрічка отримала 7 номінацій на французьку національну кінопремію «Сезар» та 4 номінації на премію «Люм'єр» за 2018 рік.

## Сюжет
Тео, який з'явився на світ під час анонімних пологів, в перший день народження віддають на всиновлення. Його біологічна матір має два місяці, щоб переглянути своє рішення… або ні. Служби соціального захисту дітей та усиновлення приходять в рух. На цьому етапі невизначеності одні повинні піклуватися про дитину, носити (в повному розумінні цього слова) його на руках, інші — знайти ту, хто стане його названою матір'ю.
Її звуть Аліса (Елоді Буше), і вона вже десять років бореться за те, щоб мати дитину. Це історія зустрічі між 41-річною Алісою і тримісячним Тео.

## У ролях
| • Сандрін Кіберлен     | … | Карін                   |
| • Жиль Лелуш           | … | Жан                     |
| • Елоді Буше           | … | Аліса                   |
| • Олівія Коте          | … | Ліді                    |
| • Клотильда Молле      | … | Матильда                |
| • Жан-Франсуа Стевенен | … | батько Аліси            |
| • Бруно Подалідес      | … | «колишній» Аліси        |
| • Міу-Міу              | … | Ірен                    |
| • Лейла Муз            | … | Клара                   |
| • Стефі Сельма         | … | Елоді, дитяча медсестра |
| • Од Леже              | … | акушерка                |
| • Анна Суарес          | … | Лор                     |
| • Джулі Реконг         | … | Ізабель                 |
| • Жудіт Сібоні         | … | Софі                    |

## Знімальна група
- Автор сценарію — Жанна Еррі
- Режисер-постановник — Жанна Еррі
- Продюсери — Ален Атталь, Вінсент Мазель, Г'юго Селіньяк
- Асоційований продюсер — Філіпп Логі
- Співпродюсер — Патрік Кіне
- Оператор — Софіан Ель Фані
- Композитор — Паскаль Сангла
- Монтаж — Стефан Гарньє, Франсіс Везен
- Художник-постановник — Йоган Джордж
- Художник-костюмер — Марі Ле Гаррек
- Художник-декоратор — Фаб'єн Гуійо

## Нагороди та номінації
| Список нагород та номінацій                       | Список нагород та номінацій | Список нагород та номінацій         | Список нагород та номінацій | Список нагород та номінацій | Список нагород та номінацій |
| Кінофестиваль/Кінопремія                          | Рік                         | Категорія                           | Номінант(и)                 | Результат                   | Дж                          |
| ------------------------------------------------- | --------------------------- | ----------------------------------- | --------------------------- | --------------------------- | --------------------------- |
| Міжнародний фестиваль франкомовного кіно в Намюрі | 2018                        | Золотий Баярд найкращій акторці     | Елоді Буше                  | Перемога                    |                             |
| Міжнародний фестиваль франкомовного кіно в Намюрі | 2018                        | Золотий Баярд за найкращий сценарій | Жанна Еррі                  | Перемога                    |                             |
| Приз Луї Деллюка                                  | 2018                        | Найкращий фільм                     | Опіканець                   | Номінація                   |                             |
| Премія «Люм'єр»                                   | 04.02.2019                  | Найкращий фільм                     | Опіканець                   | Номінація                   | [ 3 ]                       |
| Премія «Люм'єр»                                   | 04.02.2019                  | Найкращий режисер                   | Жанна Еррі                  | Номінація                   | [ 3 ]                       |
| Премія «Люм'єр»                                   | 04.02.2019                  | Найкраща акторка                    | Елоді Буше                  | Перемога                    | [ 3 ]                       |
| Премія «Люм'єр»                                   | 04.02.2019                  | Найкращий сценарій                  | Жанна Еррі                  | Номінація                   | [ 3 ]                       |
| Премія «Сезар»                                    | 22.01.2019                  | Найкращий фільм                     | Опіканець                   | Номінація                   | [ 2 ]                       |
| Премія «Сезар»                                    | 22.01.2019                  | Найкраща режисерська робота         | Жанна Еррі                  | Номінація                   | [ 2 ]                       |
| Премія «Сезар»                                    | 22.01.2019                  | Найкращий актор                     | Клод Лелуш                  | Номінація                   | [ 2 ]                       |
| Премія «Сезар»                                    | 22.01.2019                  | Найкраща акторка                    | Елоді Буше                  | Номінація                   | [ 2 ]                       |
| Премія «Сезар»                                    | 22.01.2019                  | Найкраща акторка                    | Сандрін Кіберлен            | Номінація                   | [ 2 ]                       |
| Премія «Сезар»                                    | 22.01.2019                  | Найкращий сценарій                  | Жанна Еррі                  | Номінація                   | [ 2 ]                       |
| Премія «Сезар»                                    | 22.01.2019                  | Найкраща музика до фільму           | Паскаль Сангла              | Номінація                   | [ 2 ]                       |